# صوفي أبو طالب
صوفي أبو طالب (27 يناير 1925 - 21 فبراير 2008)، أكاديمي وسياسي مصري. كان رئيسًا لمجلس الشعب بالفترة من 4 نوفمبر عام 1978 حتى 1 فبراير عام 1983، وشغل منصب رئيس الجمهورية بصفة مؤقتة عقب اغتيال الرئيس محمد أنور السادات لمدة ثمانية أيام وذلك من 6 إلى 14 أكتوبر 1981 حتى تم انتخاب محمد حسني مبارك.
‌

## عن حياته

### مولده
ينتمي إلى عائلة من مركز طامية بمحافظة الفيوم.

### تعليمه
تخرج في كلية الحقوق بجامعة القاهرة عام 1946، وحصل منها أيضاً على دبلوم القانون العام في 1947، وفي عام 1948 أوفد في بعثة إلى فرنسا وفي عام 1949 حصل على دبلوم تاريخ القانون والقانون الروماني من جامعة باريس. وفي عام 1950 حصل على دبلوم القانون الخاص من جامعة باريس، وفي عام 1957 حصل على درجة الدكتوراه من جامعة باريس، كما حصل في عام 1957 على جائزة أفضل رسالة دكتوراه من ذات الجامعة، وفي عام 1959 حصل على «دبلوم قوانين البحر المتوسط» من جامعة روما.

### حياته الأكاديمية
تدرج في وظائف هيئة التدريس بكلية الحقوق في جامعة القاهرة حتى وصل إلى درجة أستاذ جامعي ودكتور بالكلية ورئيس قسم تاريخ القانون. وفي الفترة من عام 1966 إلى 1967 عين مستشارًا بجامعة أسيوط، ثم خلال الفترة من 1967 إلى 1973 عين مستشارًا لجامعة القاهرة. وفي الفترة من عام 1973 حتى 1975 عين نائبًا لرئيس جامعة القاهرة، وفي الفترة من 1975 إلى 1978 تولّى منصب رئيس جامعة القاهرة. كما شارك في إنشاء قسم الدراسات القانونية بكلية الشريعة في جامعة الأزهر. كما كان عضوًا بمجلس إدارة «معهد الدراسات الإسلامية» وعضو «المجلس القومي للتعليم»، وعضوًا منتخبًا باللجنة المركزية للاتحاد الاشتراكي عام 1975. كما إنه شغل عدة مناصب أخرى، حيث كان عضوًا في «المجلس الأعلى للفنون والآداب»، ومقررًا للجنة تاريخ القانون للمجلس الأعلى للفنون والآداب، وعضوًا بمجلس إدارة «جمعية الاقتصاد والتشريع»، وسكرتير «جمعية رعاية الطالب»، ونائب رئيس «جمعية الشباب المسلمين».

### حياته السياسية
في عام 1976 انتخب عضوًا بمجلس الشعب عن دائرة طامية بالفيوم، وكان حينها رئيسًا للجنة التعليم بالمجلس. وفي عام 1978 تولى رئاسة مجلس الشعب بالإضافة إلى منصب رئيس لجنة تقنين أحكام الشريعة الإسلامية بالمجلس، وخلال تلك الفترة عاصر حادث اغتيال الرئيس محمد أنور السادات في 6 أكتوبر 1981، فتولى منصب رئيس الجمهورية بالنيابة وذلك بناءً على كونه رئيسًا لمجلس الشعب، حيث أن الدستور المصري (دستور عام 1971) يقرر بأن يتولى رئيس مجلس الشعب المنصب الرئاسي في حال خلو منصب رئيس الجمهورية بالوفاة. وترك رئاسة البرلمان بعام 1983.

### مساهمته في التشريع الإسلامي
في عام 2002 كان يعمل رئيسًا لجنة التشريعات الاقتصادية «بمركز صالح كامل للاقتصاد الإسلامي» في جامعة الأزهر، وكان أستاذًا للشريعة بكلية الحقوق بجامعة القاهرة وعضوًا في مجمع البحوث الإسلامية.
وقد اشتهر بأنه خاض عددًا من المعارك التشريعية والقانونية حول قضية تطبيق الشريعة الإسلامية واستمرار تضمينها في البند الثاني من الدستور .

## مؤلفاته
له عدد من المؤلفات أشهرها كتابه بعنوان «أصول الفقه».
- الشريعة الإسلامية والقانون الروماني، 1956 م.
- الوجيز في القانون الروماني، 1964 م.
- تاريخ النظم القانونية والاجتماعية، 1972 م.
- حالة المرأة القانونية في البلاد العربية (بالفرنسية)، 1977 م.
- الاشتراكية والديموقراطية، 1977.

## تكريمه
- وسام جوقة الشرف من الحكومة الفرنسية، 1977.
- وسام جوقة الشرف من هيئة البرلمانيين الناطقين باللغة الفرنسية، 1980 م.
- وسام الجمهورية من حكومة السودان، 1982 م.
- وسام النيل من مصر، 1983 م.
- جائزة الدولة التقديرية، 1990 م.

## وفاته
توفي فجر 21 فبراير 2008 في ماليزيا عندما كان يشارك في الملتقى العالمي الثالث لرابطة خريجي الأزهر حول العالم في كوالالومبور‌.

## أسرته
والده حسن أبو طالب من عائلة أبو طالب.
شقيقه اللواء أحمد أبو طالب - أمين عام مجلس الوزراء الأسبق ورئيس لجنة الثقافة والسياحة والإعلام الأسبق بمجلس الشعب في عهد الرئيس الراحل حسني مبارك.
متزوج من وفية العطيفي، ولديهما من الأبناء:
- حسين صوفي أبو طالب (أستاذ جامعي).
- أحمد صوفي أبو طالب (أستاذ جامعي).
- ابتسام صوفي أبو طالب.
- نعمت صوفي أبو طالب.

## وصلات خارجية
- صوفي أبو طالب.. تحول مصر عن النظام الشمولي، برنامج زيارة خاصة، قناة الجزيرة، 26 مارس 2004.